# Wda (rzeka)
Wda, inaczej Czarna Woda (niem. Schwarzwasser) – rzeka w północnej Polsce, lewy dopływ Wisły o długości 198 km i powierzchni dorzecza 2325 km².

## Przebieg
Wypływa z jeziora Krążno w pobliżu wsi Osława-Dąbrowa koło Bytowa na Równinie Charzykowskiej. Przepływa przez jeziora Wdzydze, Gołuń, Radolne, Słupinko i Jelenie (tzw. kaszubską wielką wodę), następnie przez Bory Tucholskie. Uchodzi do Wisły w okolicach Świecia.
Silnie meandrująca rzeka nizinna o piaszczystym dnie, z licznymi głazami narzutowymi w korycie. Ze względu na zmienność od górskiego potoku do szerokiej, wolno płynącej rzeki, zakola, często wysokie, a miejscami urwiste, zalesione brzegi oraz przełomy, stanowi atrakcyjny szlak kajakowy. Organizowany jest tam na przełomie stycznia i lutego Ogólnopolski Zimowy Spływ Kajakowy.
Nazwa „Czarna Woda”, funkcjonująca również w niemieckiej tradycji nazewniczej, wzięła się prawdopodobnie od ciemnych wód rzeki. Na zabarwienie wód wpływ mieć mogły zabagnione brzegi, związki mineralne niesione przez wodę, a także ścieki ze smolarni działających do XIX wieku w przyległych wsiach i przysiółkach.
Na Wdzie działa 6 elektrowni wodnych: w Wojtalu, we Wdeckim Młynie, w Żurze, Gródku, Kozłowie oraz Świeciu Przechowie.
W 1840 rozpoczęto budowę kanału Wdy o szerokości 6 m. Budowa trwała 6 lat.

## Ochrona przyrody
Ponad 30% długości Wdy leży na obszarach objętych ochroną przyrody:
- Wdzydzki Park Krajobrazowy
  - Rezerwat przyrody Trzebiocha (projektowany)
  - Rezerwat przyrody Wyspy na jeziorze Wdzydze (projektowany)
  - Rezerwat przyrody Wyspa Ostrów Mały (projektowany)
- Rezerwat przyrody Kręgi Kamienne w Odrach
- Rezerwat przyrody Krzywe Koło w Pętli Wdy
- specjalny obszar ochrony siedlisk Sandr Wdy

## Galeria

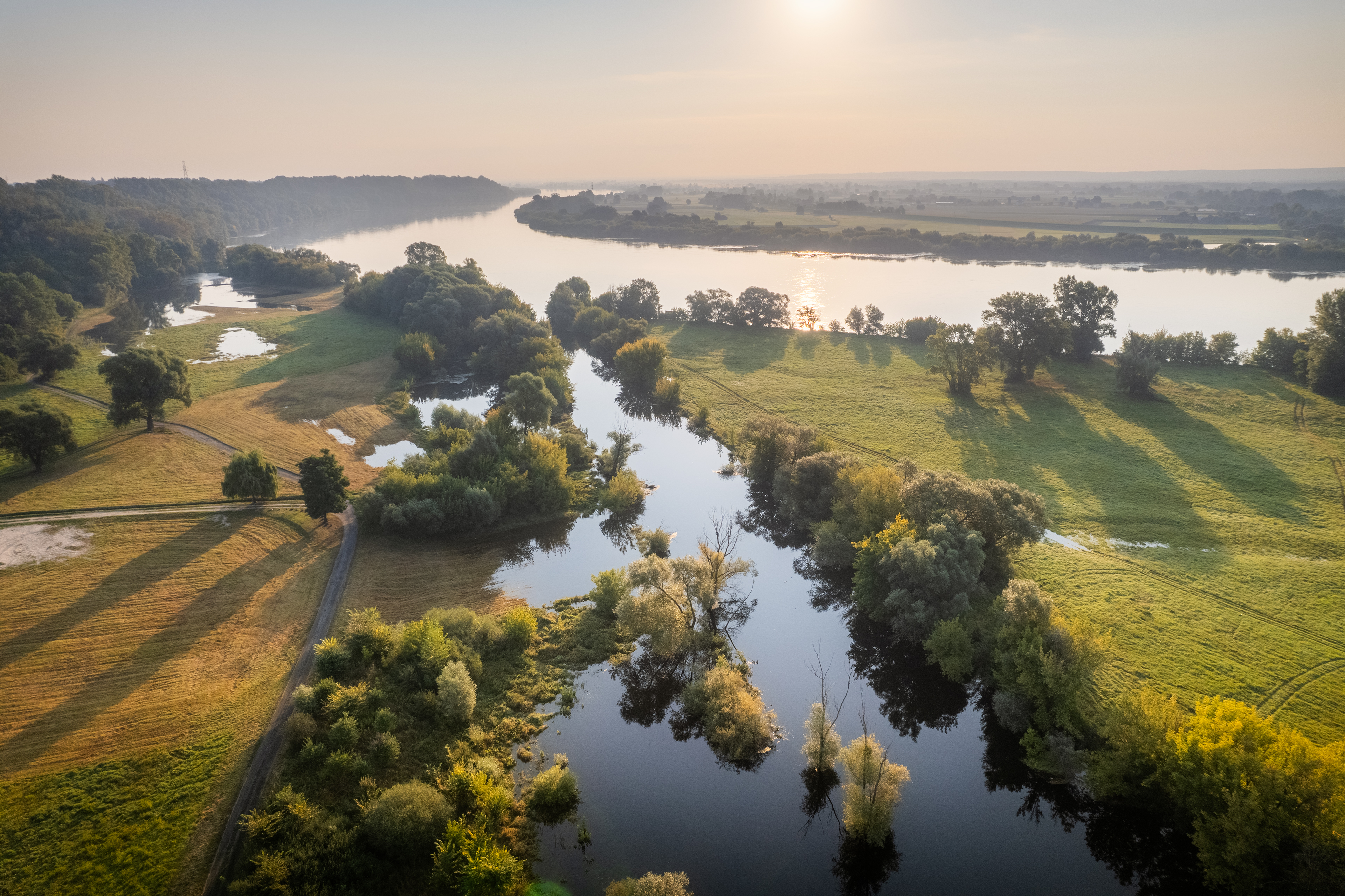
Ujście Wdy do Wisły
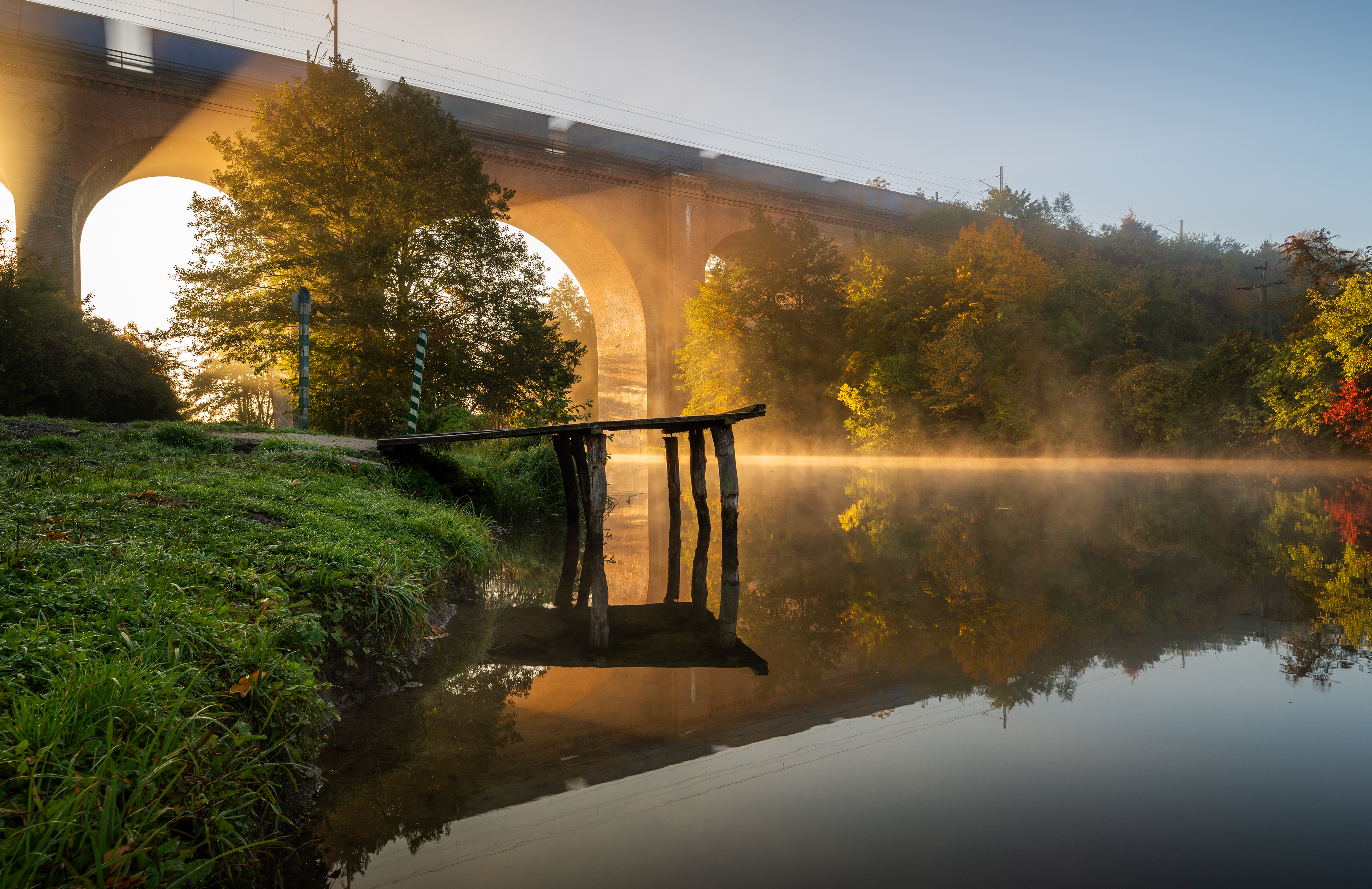
Most kolejowy na Wdzie w Kozłowie
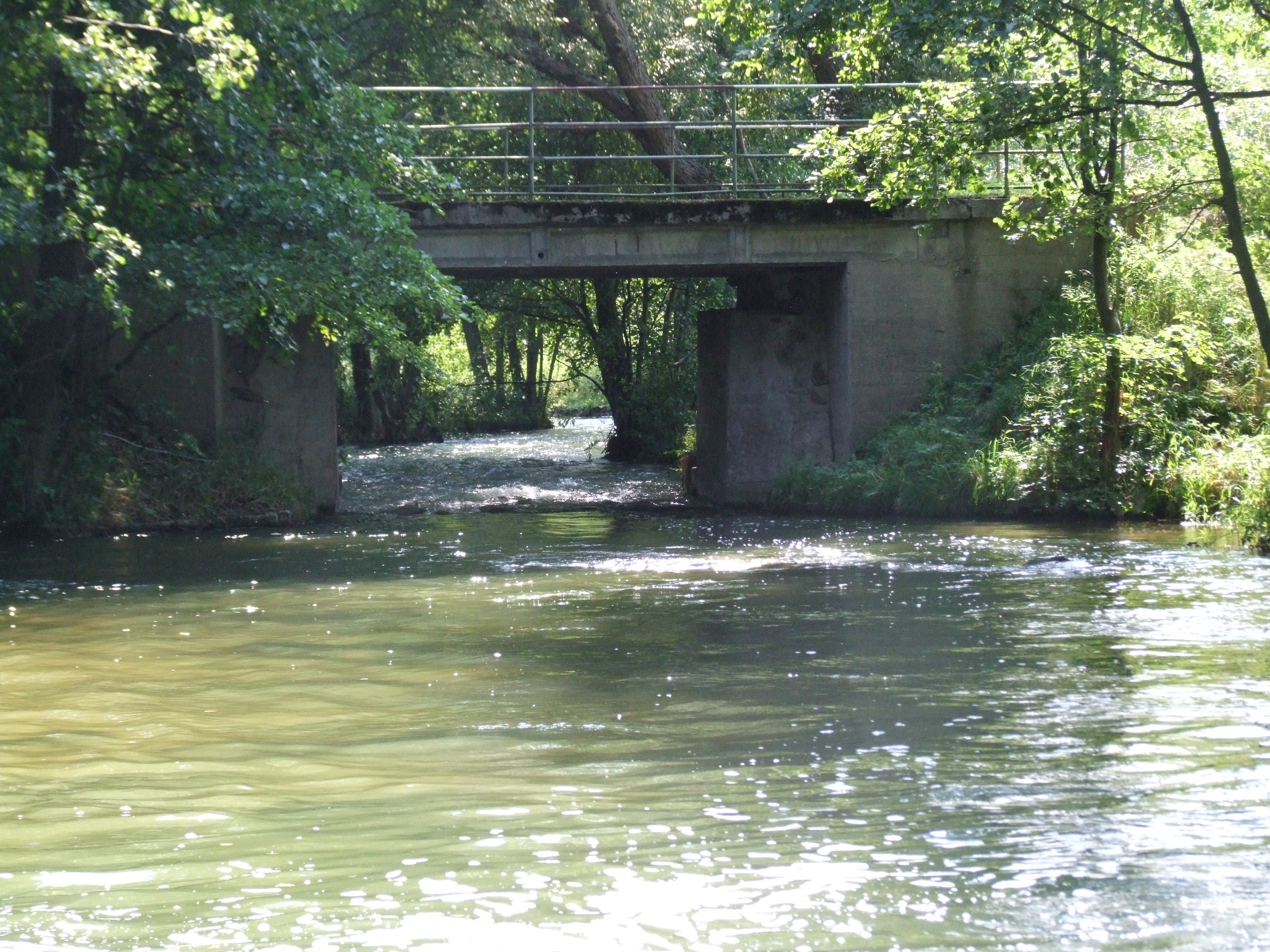
Wda na Górskim Moście za śluzą
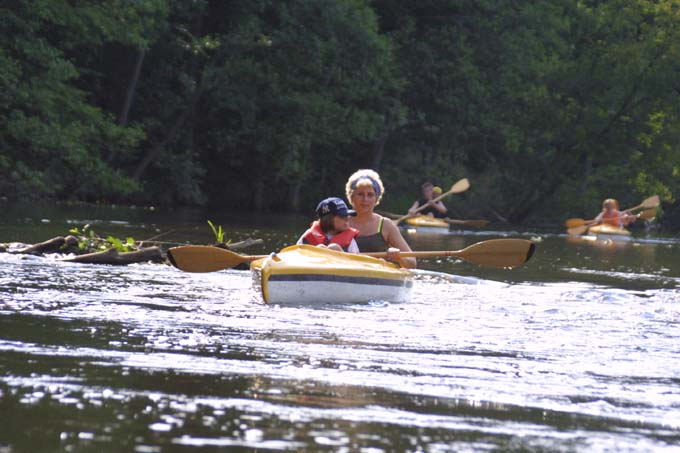
Kajaki na Wdzie
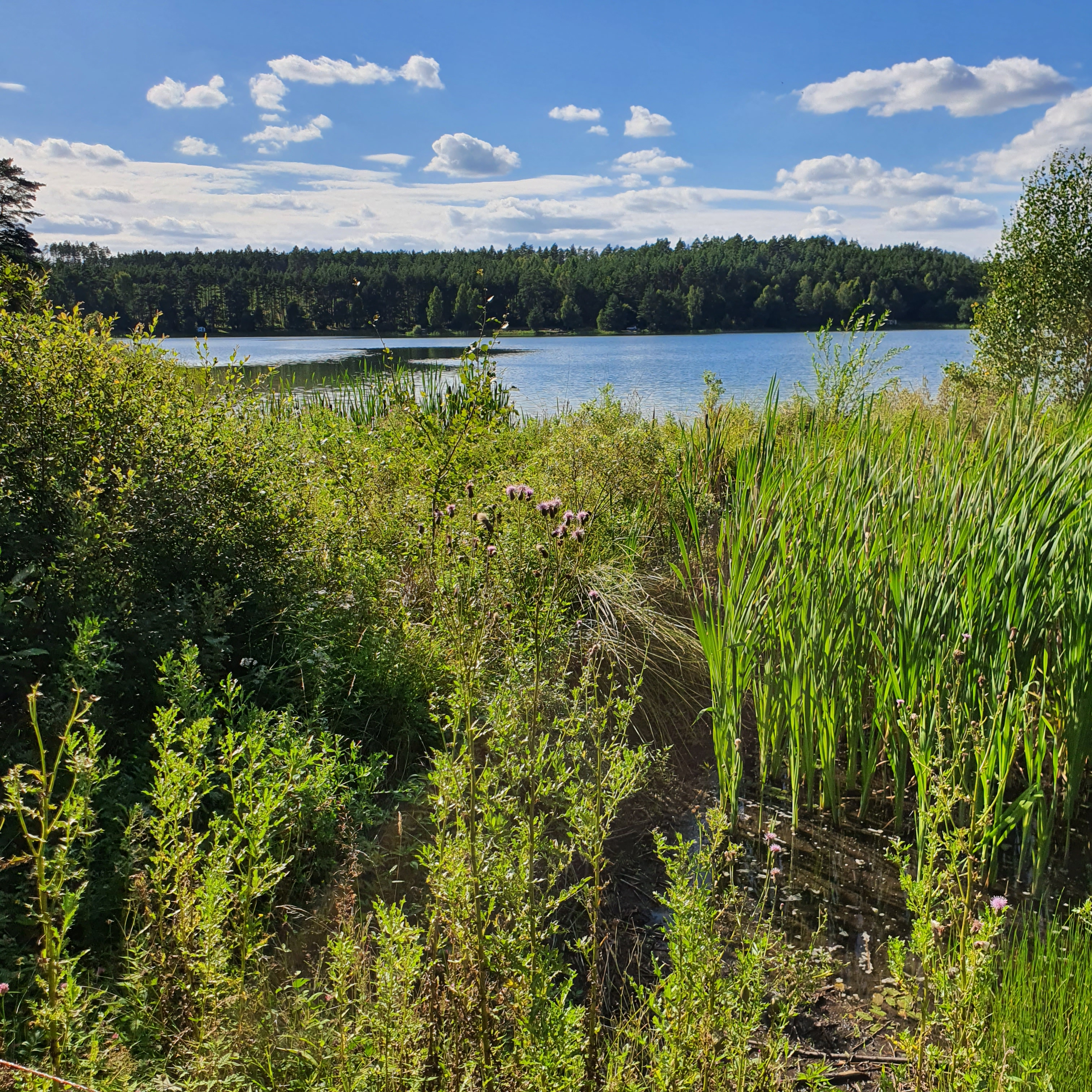
Ujście Wdy z jez. Krążno